# Napoletana

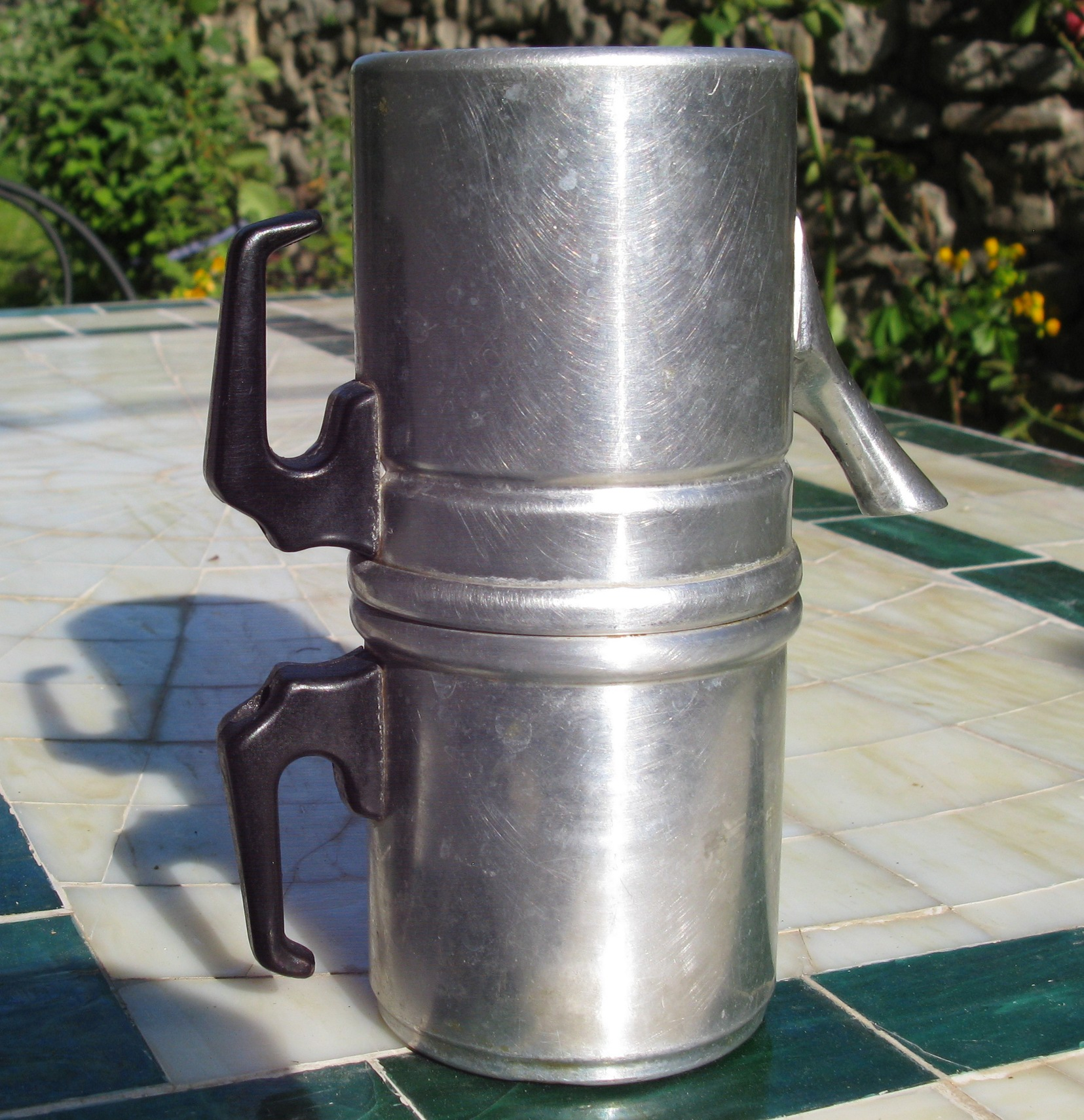
Een napoletana

De napoletana (cuccumella in het napolitaans) is een type koffiezetapparaat, dat zijn naam ontleent aan Napels, de stad van zijn oorsprong.
De napoletana bestaat uit een bodemgedeelte dat met water wordt gevuld, een filter in het midden dat met fijngemalen koffie wordt gevuld, en een omgekeerde pot die op de bovenkant wordt geplaatst.
De napoletana wordt met het bodemgedeelte op een fornuis geplaatst.
Wanneer het water kookt, wordt het volledige koffiezetapparaat omgedraaid zodat het water door het filter loopt. Wanneer al het water het filter is gepasseerd, worden het bodemgedeelte (dat nu boven is) en het filter verwijderd. De koffie kan vervolgens geserveerd worden uit het overblijvende deel. Als grofgemalen koffie wordt gebruikt dan verkrijgt men een vrij milde koffie. Wanneer echter een zeer donkere, fijne maling wordt gebruikt krijgt men een koffie met een sterker aroma dan met een koffiezetapparaat met papieren filter gemaakt kan worden.
Het gebruik ervan was door heel Italië verspreid, maar vanaf halverwege de 20e eeuw is het gebruik van de napoletana verdrongen door dat van de Moka express.